# Premium Harmony
Premium Harmony (titre original : Premium Harmony) est une nouvelle de Stephen King parue tout d'abord le 9 novembre 2009 dans le magazine The New Yorker, puis dans le recueil Le Bazar des mauvais rêves en 2015.

## Résumé
Ray et Mary Burkett se disputent dans leur voiture alors qu'ils se rendent au Walmart. Ils s'arrêtent dans une épicerie où Mary fait une attaque cardiaque.

## Genèse
La nouvelle est parue tout d'abord le 9 novembre 2009 dans le magazine The New Yorker et a été incluse par la suite dans le recueil Le Bazar des mauvais rêves en 2015.